# Tremoa
Tremoa é uma povoação que inclui quatro pequenos núcleos - Tremoa de Baixo, Tremoa de Cima, Casal Pequeno e Quinta da Tremoa pertencentes à Freguesia de Almalaguês do município de Coimbra e ao Município de Miranda do Corvo. Confina com o rio Dueça que faz a separação dos dois municípios. Possui também um apeadeiro de comboios no ramal da Lousã.
De acordo com os Censos de 2021, o local Tremoa (que inclui Tremoa de Cima e de Baixo) tinha 77 pessoas, enquanto Quinta da Tremoa tinha 41, perfazendo um total de 118 habitantes.